# Bahnstrecke Waigolshausen–Gemünden
| |                                                   |                    |                    |
| Streckennummer (DB): | 5230                                              |                    |                    |
| Kursbuchstrecke (DB): | 811 (1976)                                        |                    |                    |
| Kursbuchstrecke: | 418d (1946) 416 (Wernfeld – Gemünden (Main) 1946) |                    |                    |
| Streckenlänge: | 39,435 km                                         |                    |                    |
| Spurweite: | 1435 mm (Normalspur)                              |                    |                    |
| Streckenklasse: | D4                                                |                    |                    |
| Stromsystem: | 15 kV, 16,7 Hz ~                                  |                    |                    |
| Maximale Neigung: | 5 ‰                                               |                    |                    |
| Minimaler Radius: | 600 m                                             |                    |                    |
| Streckengeschwindigkeit: | 100 km/h                                          |                    |                    |
| Zugbeeinflussung: | PZB                                               |                    |                    |
| |                                                   |                    |                    |
| \| \| \| von Bamberg \| \| \| \| 0,000 \| Waigolshausen \| 245 m \| \| \| \| nach Rottendorf \| \| \| \| 5,542 \| Mühlhausen (Wern) \| Mühlhausen (Wern) \| \| \| 7,586 \| Wern (58 m) \| Wern (58 m) \| \| \| 7,740 \| Gänheim \| Gänheim \| \| \| 10,905 \| Wern (22 m) \| Wern (22 m) \| \| \| 11,014 \| Flutbrücke (38 m) \| Flutbrücke (38 m) \| \| \| 11,670 \| Arnstein (Unterfr) \| 220 m \| \| \| 16,220 \| Müdesheim \| Müdesheim \| \| \| 18,400 \| Binsfeld (Unterfr) \| Binsfeld (Unterfr) \| \| \| 21,126 \| Thüngen (Unterfr) \| 205 m \| \| \| 23,781 \| Wern (66 m) \| Wern (66 m) \| \| \| 24,578 \| Wern (26 m) \| Wern (26 m) \| \| \| 24,701 \| Flutbrücke (59 m) \| Flutbrücke (59 m) \| \| \| 28,211 \| Eußenheim \| 185 m \| \| \| 28,531 \| Wern (57 m) \| Wern (57 m) \| \| \| 29,207 \| Flutbrücke (59 m) \| Flutbrücke (59 m) \| \| \| 29,303 \| Wern (33 m) \| Wern (33 m) \| \| \| 32,880 \| Gössenheim \| Gössenheim \| \| \| 34,050 \| Wern (89 m) \| Wern (89 m) \| \| \| 36,664 \| Wernfeld \| Wernfeld \| \| \| \| von Würzburg \| \| \| \| 39,435 \| Gemünden (Main) \| 159 m \| \| \| \| nach Aschaffenburg \| \| |                                                   |                    |                    |
| Strecke |                                                   | von Bamberg        | von Bamberg        |
| Bahnhof | 0,000                                             | Waigolshausen      | 245 m              |
| Abzweig geradeaus und nach links |                                                   | nach Rottendorf    | nach Rottendorf    |
| Dienststation / Betriebs- oder Güterbahnhof | 5,542                                             | Mühlhausen (Wern)  | Mühlhausen (Wern)  |
| Brücke über Wasserlauf | 7,586                                             | Wern (58 m)        | Wern (58 m)        |
| ehemaliger Haltepunkt / Haltestelle | 7,740                                             | Gänheim            | Gänheim            |
| Brücke über Wasserlauf | 10,905                                            | Wern (22 m)        | Wern (22 m)        |
| Brücke | 11,014                                            | Flutbrücke (38 m)  | Flutbrücke (38 m)  |
| Dienststation / Betriebs- oder Güterbahnhof | 11,670                                            | Arnstein (Unterfr) | 220 m              |
| ehemaliger Bahnhof | 16,220                                            | Müdesheim          | Müdesheim          |
| ehemaliger Haltepunkt / Haltestelle | 18,400                                            | Binsfeld (Unterfr) | Binsfeld (Unterfr) |
| Dienststation / Betriebs- oder Güterbahnhof | 21,126                                            | Thüngen (Unterfr)  | 205 m              |
| Brücke über Wasserlauf | 23,781                                            | Wern (66 m)        | Wern (66 m)        |
| Brücke über Wasserlauf | 24,578                                            | Wern (26 m)        | Wern (26 m)        |
| Brücke | 24,701                                            | Flutbrücke (59 m)  | Flutbrücke (59 m)  |
| Dienststation / Betriebs- oder Güterbahnhof | 28,211                                            | Eußenheim          | 185 m              |
| Brücke über Wasserlauf | 28,531                                            | Wern (57 m)        | Wern (57 m)        |
| Brücke | 29,207                                            | Flutbrücke (59 m)  | Flutbrücke (59 m)  |
| Brücke über Wasserlauf | 29,303                                            | Wern (33 m)        | Wern (33 m)        |
| ehemaliger Bahnhof | 32,880                                            | Gössenheim         | Gössenheim         |
| Brücke über Wasserlauf | 34,050                                            | Wern (89 m)        | Wern (89 m)        |
| Dienststation / Betriebs- oder Güterbahnhof | 36,664                                            | Wernfeld           | Wernfeld           |
| Abzweig geradeaus und von links |                                                   | von Würzburg       | von Würzburg       |
| Bahnhof | 39,435                                            | Gemünden (Main)    | 159 m              |
| Strecke |                                                   | nach Aschaffenburg | nach Aschaffenburg |

Die Bahnstrecke Waigolshausen–Gemünden, auch Werntalbahn, ist eine eingleisige, elektrifizierte Hauptbahn in Bayern, die seit 1976 vor allem dem Güterverkehr dient. Sie verläuft in Unterfranken von Waigolshausen durch das Werntal über Arnstein nach Gemünden am Main.

## Geschichte
Am 1. Juli 1854 wurde die Strecke Schweinfurt–Würzburg als Teilstück der Ludwigs-West-Bahn in Betrieb genommen, die noch im selben Jahr bis Aschaffenburg verlängert wurde. Trotz des Umweges, der zur Anbindung von Würzburg notwendig war, erhielt diese Trasse Vorrang vor der direkten Führung durch das Werntal.
Die Strecke Waigolshausen–Gemünden wurde am 15. Mai 1879 eröffnet. Zwischen Wernfeld und Gemünden wurde dabei dazu ein weiteres Gleis neben der zweigleisigen Bahnstrecke Würzburg–Aschaffenburg verlegt.
Als Umgehungsbahn des Knotens Würzburg wurde die Strecke 1971 gemeinsam mit dem angrenzenden Abschnitt Bamberg–Waigolshausen der Bahnstrecke Bamberg–Rottendorf elektrifiziert (die Strecke Waigolshausen–Rottendorf wurde zum Sommerfahrplan 1972 auf elektrischen Betrieb umgestellt). Ab 2002 wurde die Strecke umfangreich saniert und modernisiert.
Die DB Netz schlug 2022 einen Ausbau der Strecke Waigolshausen–Gemünden zur Entlastung der als überlastete Schienenwege eingestuften Strecken Fürth–Würzburg und Würzburg–Gemünden vor. So würde ein hoher zweigleisiger Anteil die Kapazität für eine vermehrte Führung von Güterzügen über Bamberg und Schweinfurt nach dem Ausbau zwischen Fürth und Bamberg und dem Bau der Bahnstrecke Kleinreuth–Eltersdorf erhöhen. Dazu waren noch keine konkreten Planungen aufgenommen worden.

## Streckenbeschreibung
Die Strecke ist auf ihrer gesamten Länge eingleisig und mit 15 kV, 16,7 Hz Wechselspannung elektrifiziert. Sie ist mit einer maximalen Längsneigung von 1:200 und einem Minimalradius von 600 Metern trassiert. Die Streckenhöchstgeschwindigkeit liegt bei 100 km/h. Die Strecke ist mit der Punktförmigen Zugbeeinflussung ausgestattet.

### Verlauf
Die Strecke beginnt im Trennungsbahnhof Waigolshausen, wo sie von der Bahnstrecke Bamberg–Rottendorf abzweigt. Sie führt nördlich dieser Strecke in Richtung Westen ins Werntal hinab, das sie bei Mühlhausen erreicht. Von da an verläuft die Trasse bis Wernfeld in diesem Tal.
Aufgrund der Mäander der Wern quert die Strecke den Fluss siebenmal: Zunächst liegt sie auf der linken Flussseite zwischen Gänheim und Arnstein auf der rechten Seite und danach in Richtung Südwesten wieder für einige Kilometer links der Wern. Ab Thüngen in nordwestliche Richtung verlaufend folgen hinter Stetten und bei Eußenheim zwei kurze Abschnitte auf der rechten Talseite und bei Sachsenheim erreicht die Strecke endgültig die rechte Seite.
Zwischen dem Betriebsbahnhof Wernfeld nördlich des gleichnamigen Ortes und dem Bahnhof Gemünden (Main) verläuft die Strecke parallel östlich neben der Bahnstrecke Würzburg–Aschaffenburg entlang des rechten Ufers des Mains.

### Betriebsstellen
1883 existierten zwischen den Bahnhöfen Waigolshausen und Gemünden die Stationen Mühlhausen a. W., Arnstein, Müdesheim, Thüngen, Eußenheim, Gössenheim und Wernfeld.

### Kunstbauwerke
Für den Bau der Strecke wurden 10 größere Brücken, davon 7 Brücken über die Wern und 3 Flutbrücken, mit zusammen 20 Brückenfeldern errichtet, die jeweils mit einem Fachwerkträger aus Eisen und lichten Weiten von 16 bis 24 Metern ausgeführt wurden.
An Erdbauten wurden im Werntal einige Dämme für die Flussquerungen der Strecke sowie ein 250 Meter langer und 23 Meter tiefer Einschnitt in Kalkfelsen bei Eußenheim angelegt.

## Verkehr

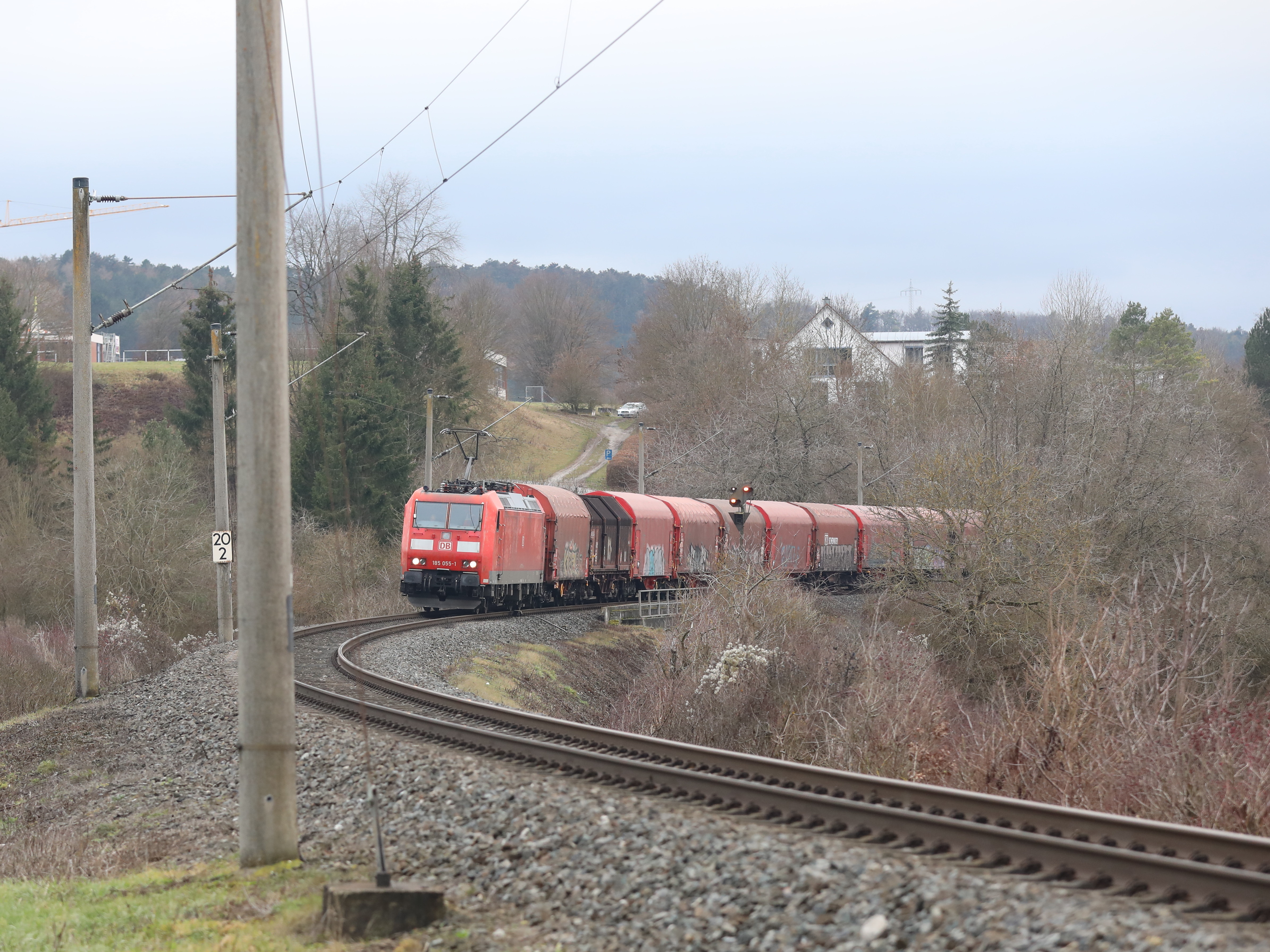
Güterzug bei Thüngen
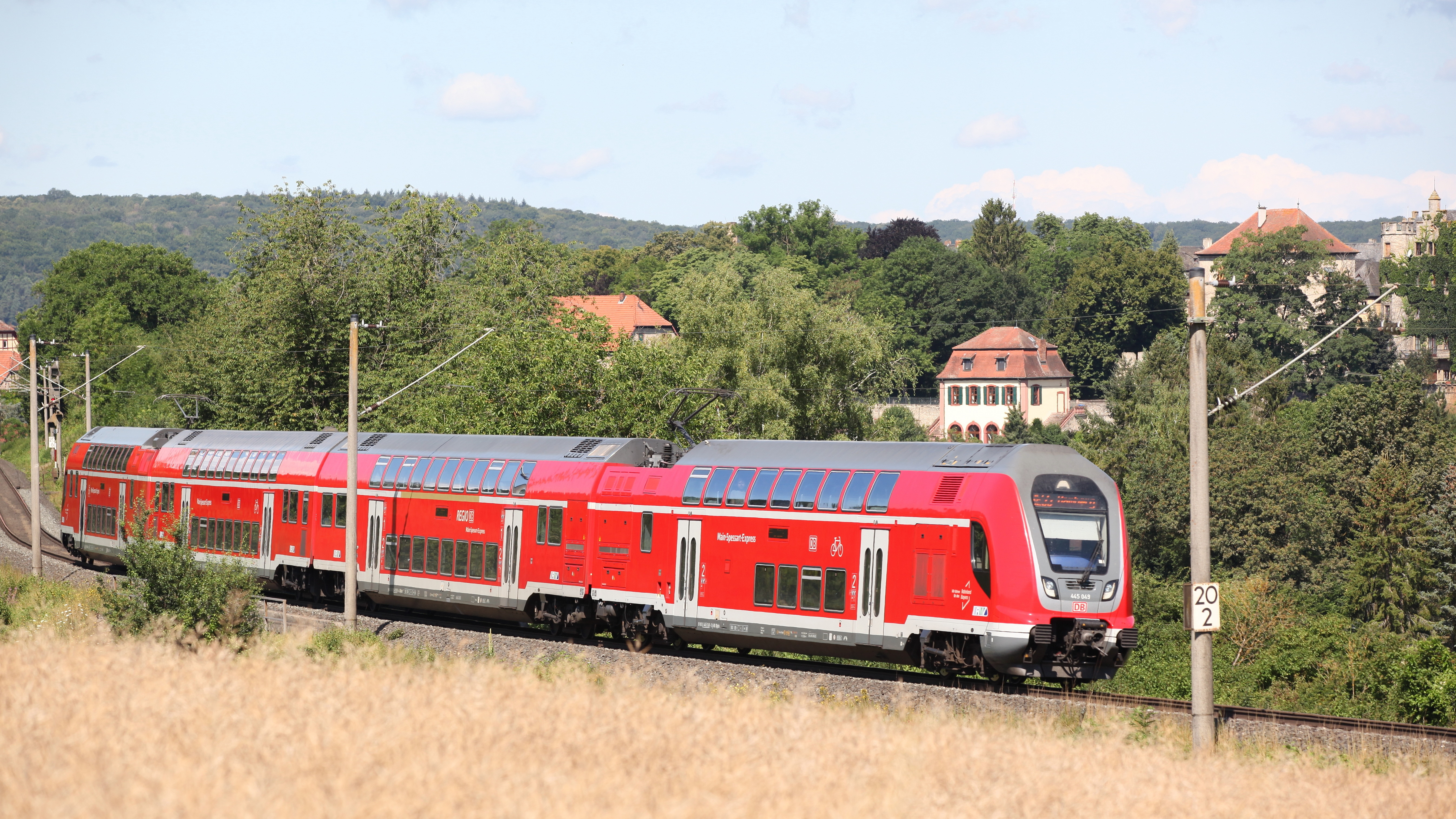
Regionalexpress bei Thüngen
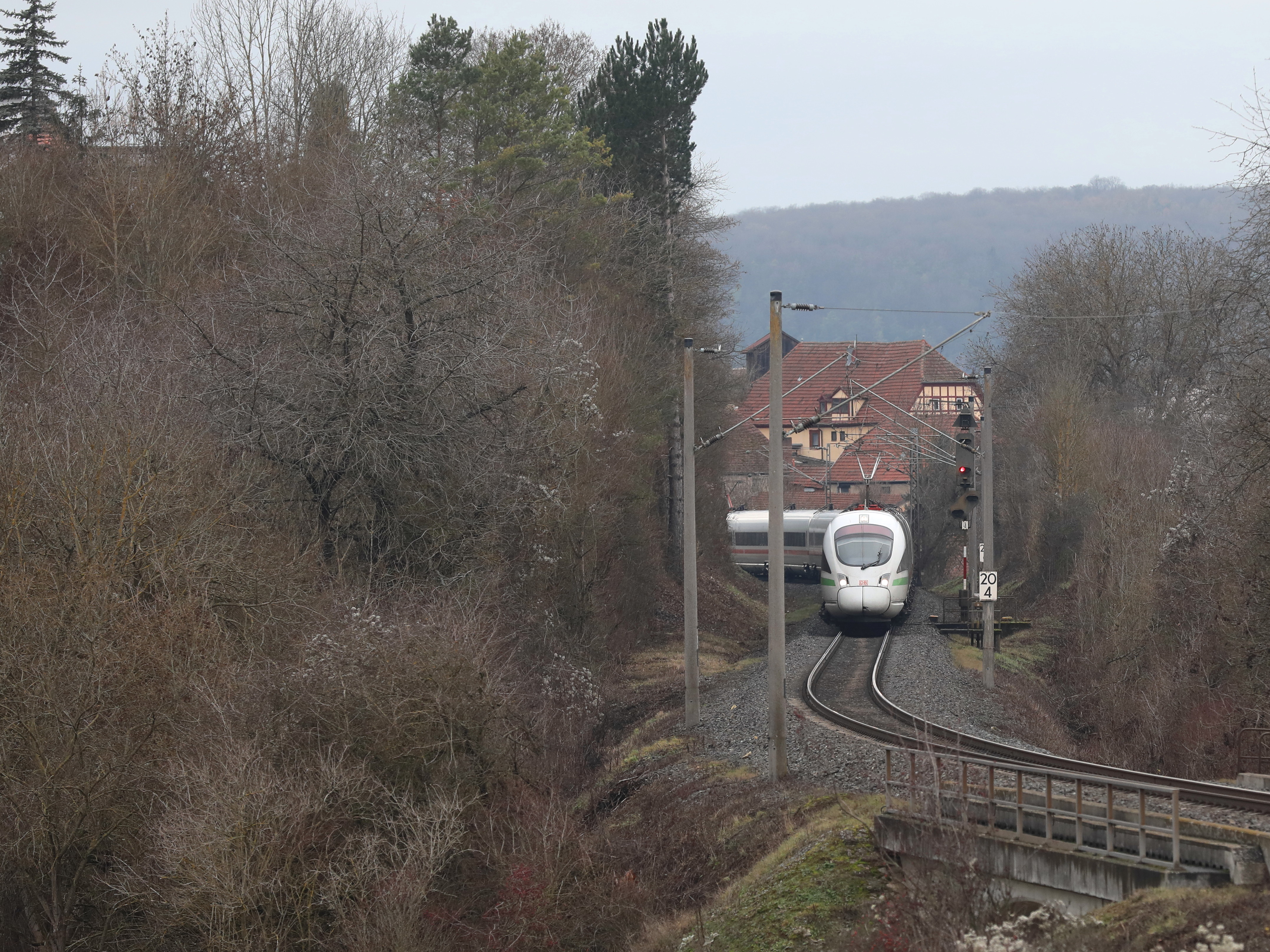
ICE bei Thüngen

### Güterverkehr
Die Werntalbahn hat ihre Bedeutung im Güterverkehr nie verloren. Früher diente sie vorrangig dem regionalen Güterverkehr, heute wird sie als Umgehungsbahn des Knotens Würzburg nach wie vor stark befahren.

### Personenverkehr
Die Strecke wurde im regionalen Personennahverkehr genutzt. Dieser nahm in der zweiten Hälfte des 20. Jahrhunderts mehr und mehr ab und wurde zum 30. Mai 1976 eingestellt.
Zum Fahrplanjahr 2016 wurde samstags und sonntags jeweils zwei Regional-Express-Zugpaare des Main-Spessart-Express Frankfurt (Main) – Gemünden – Schweinfurt – Bamberg ohne Zwischenhalt auf der Strecke eingeführt. Diese Züge der DB Regio werden als Freizeit-Express-Frankenland bezeichnet und seit 2021 der Linie RE 55 zugeordnet.
| Zug/Linie | Zuglauf                                                                                    | Taktfrequenz                | Betreiber/Name                               | Fahrzeugmaterial              |
| --------- | ------------------------------------------------------------------------------------------ | --------------------------- | -------------------------------------------- | ----------------------------- |
| RE 55     | Frankfurt – Offenbach – Hanau – Aschaffenburg – Gemünden – Schweinfurt – Haßfurt – Bamberg | zwei Zugpaare am Wochenende | DB Regio Bayern Freizeit-Express Frankenland | Baureihe 445 (Twindexx Vario) |

Die Strecke wird seit der Inbetriebnahme der Schnellfahrstrecke Ebensfeld–Erfurt 2017 bei großräumigen Umleitungen zwischen Hanau und Erfurt Hauptbahnhof von Fernverkehrszügen befahren.
Die Bayerische Eisenbahngesellschaft ließ 2023 für die Strecke Waigolshausen–Gemünden ein Nachfragepotenzial von 729 bis 823 Personenkilometer pro Streckenkilometer bei einer stündlichen Linie Schweinfurt Stadt–Gemünden mit Zwischenhalten in Schweinfurt Mitte, Schweinfurt Hauptbahnhof, Waigolshausen, Mühlhausen, Arnstein, Thüngen, Eußenheim und Gössenheim ermitteln, wodurch die Bayerische Staatsregierung eine Reaktivierung im Schienenpersonennahverkehr nicht unterstützt.